# Cyrestis bassara
Cyrestis bassara är en fjärilsart som beskrevs av Hans Fruhstorfer 1912. Cyrestis bassara ingår i släktet Cyrestis och familjen praktfjärilar. Inga underarter finns listade i Catalogue of Life.